# Белчий Врх
Белчий Врх (словен. Belčji Vrh) — поселення в общині Чрномель, Південно-Східна Словенія, Словенія. Висота над рівнем моря: 188,4 м.